# Gilberto Pichetto Fratin
Gilberto Pichetto Fratin (n. 4 ianuarie 1954, Veglio, Piemont, Italia) este un politician italian.